# Байль, Герхард
Герхард Байль (нем. Gerhard Beil; 28 мая 1926, Лейпциг, Саксония — 19 августа 2010, Берлин) — восточногерманский государственный деятель. Министр внешней торговли ГДР (1986—1990).

## Биография
Окончив школу, получил торговое образование. В 1943—1945 годах был призван на работу Имперской службой труда. В апреле 1944 году подал заявление на приём в НСДАП, но в октябре 1944 года получил отказ. После войны работал слесарем, машинистом, шахтёром. В 1949 году вступил в ССНМ. В 1953—1954 годах учился в Берлинской высшей школе плановой экономики, затем до 1957 года — в Берлинском университете и получил диплом экономиста.
В 1953 году вступил в СЕПГ. В 1954—1956 годах руководил отделами в статс-секретариате региональной экономики, затем служил референтом в министерстве материального снабжения, внешней и внутригерманской торговли. Получил взыскание за нарушение партийной дисциплины и в 1958—1961 годах работал научным сотрудником в торговом представительстве ГДР в Австрии.
Вернулся на работу в министерство в 1961 году, сначала на должность руководителя департамента Западной Европы, затем в 1969—1976 годах работал в должности статс-секретаря, в 1976 году был утвержден первым заместителем министра внешней торговли.
С 1977 года входил в состав Совета министров ГДР. В 1986—1990 годах — министр внешней торговли ГДР и в этой должности сопровождал Эриха Хонеккера в его поездках на Запад.
Член ЦК СЕПГ (1981—1989), кандидат в члены ЦК СЕПГ (1976—1981).
Вместе с Герхардом Шюрером, Эрнстом Хёфнером, Александром Шальк-Голодковским и Арно Дондой являлся одним из авторов секретного доклада «Анализ экономического положения ГДР с ключевыми выводами», представленного Политбюро ЦК СЕПГ 30 октября 1989 года и впервые признавшего угрозу банкротства ГДР.
До выхода на пенсию являлся советником в правительстве Лотара де Мезьера. Байль и его супруга состояли в Левой партии. Впоследствии опубликовал воспоминания.

## Награды и звания
- Почётная пряжка в золоте к Ордену «За заслуги перед Отечеством» 1-й степени
- Орден «За заслуги перед Отечеством» 1-й степени
- Орден «За заслуги перед Отечеством» 2-й степени
- Орден «За заслуги перед Отечеством» 3-й степени
- Орден Карла Маркса
- Большой Крест Почётного знака «За заслуги перед Австрийской Республикой» 2-й степени